# Tống Anh Tỷ
 Tống Anh Tỷ (sinh ngày 24 tháng 1 năm 1997) là một cầu thủ bóng đá người Việt Nam hiện đang thi đấu ở vị trí tiền vệ trung tâm cho câu lạc bộ V.League 2 Trường Tươi Bình Phước.